# Hip hop peruano
El hip hop es un fenómeno cultural que llegó al Perú a mediados de los '80 gracias a películas como Beat Street donde el tema principal era el breakdance, nombre comercial del B-boying. El rap empezó a mediados de la década de los 80, de la mano del breakdance, como una forma de reivindicar los derechos y las libertades de las personas en la calle. Una expresión entre política y artística que también tuvo su expresión en los grafitis que empezaron a extenderse por algunas ciudades en aquella época. Había que reivindicar el espacio público de la gente en épocas de represión y falta de derechos.
Actualmente el hip hop peruano es un movimiento de gran arraigo entre los jóvenes, con cierta preferencia del sexo masculino, a nivel nacional teniendo sus propias estrellas y dejando su propio legado.

## Historia

### Breakdance
Desde su llegada, el breakdance tuvo gran arraigo ente los jóvenes, creándose así los primeros grupos o crews de bboys y con ellos las primeras batallas de break. Esto también trajo la moda Hip Hop (ropa deportiva Adidas y Nike, las cuales eran los referentes de la época) y los primeros grafitis en los barrios más populares (hechos por los mismos bboys y a poca escala). Había tanta curiosidad por ese nuevo baile que algunos grupos eran frecuentemente invitados a programas de televisión como Trampolín a la fama o el Triki Trak.
En 2005, se funda la asociación D1 por Vania Masías Málaga, centrado en promover talentos emergentes.
En el año 2015 se dio un espectacular duelo entre danzantes de tijera y bailarines de breakdance en el Red Bull BC One, realizado el 2 de noviembre en el Coliseo Miguel Grau del Callao, dejando sorprendido a muchos. En redes sociales, el video se ha convertido en un verdadero viral, llegando a más de un millón de visualizaciones. Los danzantes realizaron una serie de piruetas y acrobacias demostrando su talento. En tanto, los breakdancers hicieron lo propio con sus saltos mortales y vueltas en el piso. Más de cuatro mil personas disfrutaron de una noche llena de piruetas, saltos y acrobacias de parte de los mejores B-Boys de todo el continente. 

### Turntablism
El desarrollo del dj ha sido el de menor grado en el país, debido sobre todo al costoso equipamiento con el que se debe de contar. Los más destacados e icónicos de esta rama son: Dj Prax (Callao Cartel), Dj Místico, Dj Deportado (Rapper School) y Dj Yaku

### Grafitis
A mediados de los ‘90 surgieron los primeros writers (o graffiteros), inicialmente aparecieron las primeras pintas en los barrios de clase «media» y «media-alta» de Lima extendiéndose pocos años después a todos los estratos sociales de la ciudad.

### Rap
A finales de los ‘80, el movimiento break ya no captaba tantos jóvenes como antes, parecía que la cultura hip hop estaba desapareciendo de la misma forma que vino, hasta que a principios de los ‘90 otro elemento despertaba interés, el rap.
Fue precisamente en la calle, envuelto en el breakdance y los grafitis, donde nació Golpeando la Calle, el primer grupo de rap peruano que se puede considerar como tal, con gente de muy variopintos colectivos provenientes del Callao y el Cercado de Lima, que estuvieron durante casi diez años abanderando el hip-hop del país. Durante toda la década, esta agrupación llevó la bandera del hip-hop, al incluir breakdancers en sus shows y promover la práctica del grafiti.
Aunque en esa época el rap estaba de moda y vino al Perú en su forma más pop, esto ayudó para que cantantes de rock y pop decidieran crear sus propios temas. Fue así que Arena Hash con «El Kangrejo (Sacudía)» y Naysha y su tema «Brujería» (1991) se convertirían en los primeros temas de rap nacionales en sonar en las radios.

#### Primera etapa (1998-2005)

##### 1998: movimiento hip hop peruano

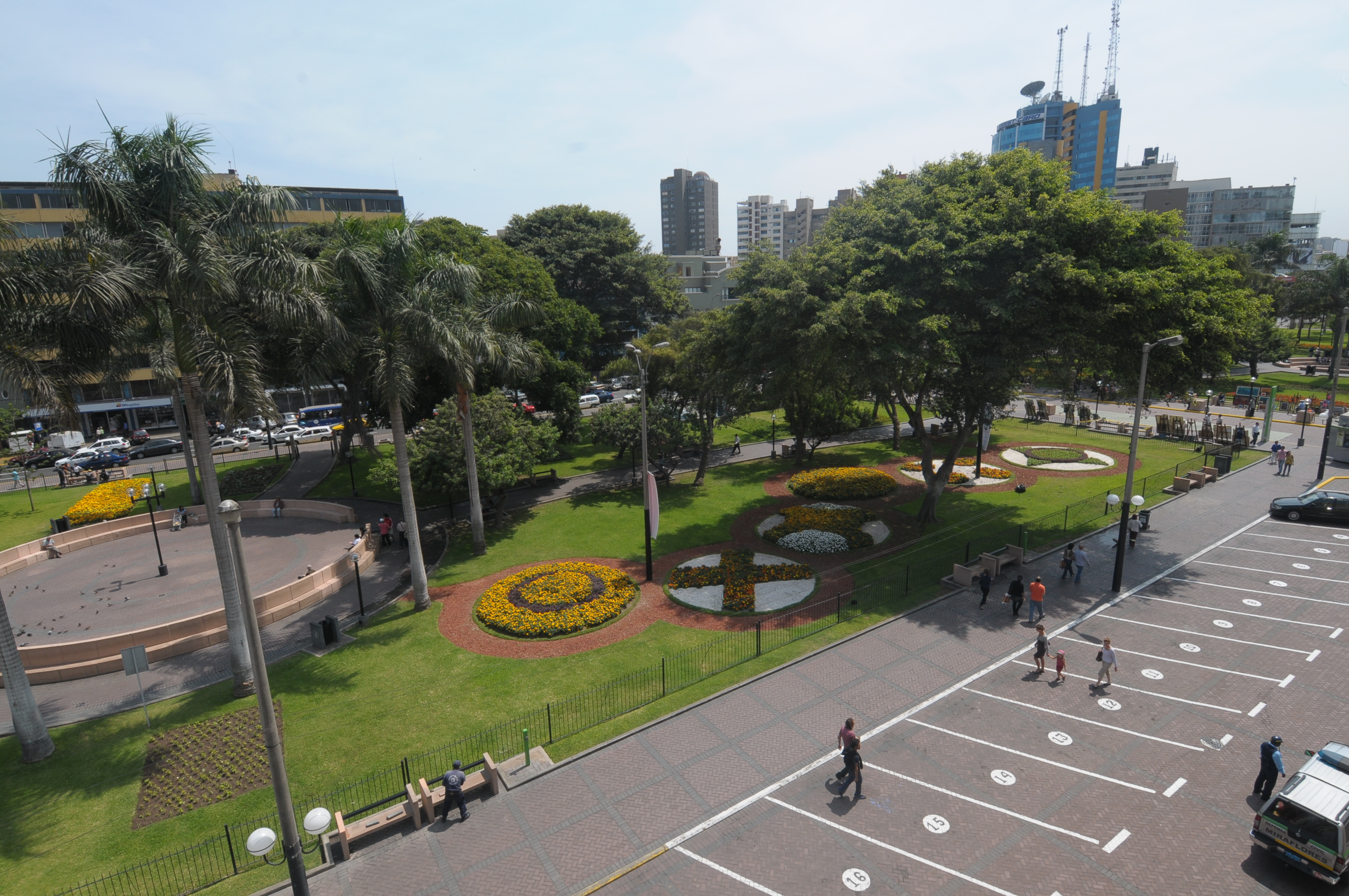
Parque Keneddy, en el distrito de Miraflores.

En 1991 se forma Golpeando la calle, el primer grupo de Hip-hop. Este grupo tenía cuatro elementos rap, dj, break dance y grafiti. En 1998 Max Del Solar y Pedro Gonzaga-DJ Pedro,  integrantes de ese grupo empieza a convocar a la gente para hacer pequeñas jornadas de incursión en el barrio, así surge el movimiento del Hip-hop peruano. Ahí empieza a crecer exponencialmente la movida. Ahora es algo bien establecido, hay ocho conciertos cada fin de semana.', un intento de agrupar en torno a una misma idea a toda la comunidad callejera que se hallaba dispersa después de varios años de crecimiento. El último viernes de cada mes, el movimiento se reunía en el anfiteatro Chabuca Granda del Parque Kennedy de Miraflores: más de 150 bboys, grafiteros y raperos venían de todas las partes de la ciudad y se concentraban aquí para dar tienda suelta a su talento.
En 1998 vio la luz el primer disco de hip-hop grabado en Perú: ‘Cadenas Invisibles’ de Droopy G, primer sobrenombre de Isaac Shamar, uno de los principales exponentes del rap cristiano, fácilmente reconocible pues en sus letras encuentras numerosas referencias religiosas.

##### 2002: ‘Desde las Urbes’
Los raperos Rafomagia y Neo, formaron en su adolescencia el grupo Clan Urbano, que se convirtió en uno de los de más éxito en Perú. Su primer disco, que publicaron en 2002, se llamó ‘Desde las Urbes’, un trabajo que refleja las muchísimas influencias del rap latino de los 90, especialmente el chileno, que desarrollaban Makiza y Rabia Tapia.

##### 2004: Rapper School – La Promoción Lunátika
Uno de los grupos que mejor ha sabido adaptarse y sobrevivir a los momentos de dificultad del rap peruano ha sido la escuela rapera. Formada principalmente por chicos que coincidieron en la misma promoción del colegio Scipión E. Llona de Miraflores y que acudían puntualmente a la cita en el parque Kennedy el último viernes del mes. La Rapper School fue formada por la autoproclamada Promoción Lunátika de Giancarlo Quiroz Gonzales (Warrior), Braulio Gamarra Guevara (Norick) y Miguel Ángel Calle Cornejo (Street), que publicarían en 2004 ‘Puliendo el Micro’. Se les sumaría DJ Deportado dos años más tarde, para el disco ‘Crónikas al tiempo’. Destaca su vídeo de la canción ‘Psicosis’ que se convirtió en viral en su momento. Rapper School compartió escenario con el legendario dúo de Nueva York Onyx.
Representaciones

YouTube se convirtió en la plataforma web más usada para la difusión del rap peruano.

En la primera etapa del rap peruano (1998-2005) hubo muchos grupos y solistas destacados como Droopy G, Wason MC, Radikal People, Rapper School, Lyrical Fam, 8Octavos, Fortaleza, Fucking Clan, Umano, Conexiones Maestras, La Raza, DMJotas, Teoremas, Arturo Pomar Jr., Pedro Mo, Luifer, Clan Urbano,Versos Excluidos etc. Así como también grandes aportes de Richard H de Arequipa, BTU de Huancayo, Mafia Rapera de Cerro de Pasco y la MF Crew y LP Crew de Trujillo. Por ese entonces, los estudios de grabación más concurridos para plasmar e inmortalizar las letras que se escribían eran: La Placa Records, Humo de Rimas, El Taller en Lima y C&T records en Trujillo.
La página web difusora y emblemática del hip hop peruano fue rapealo.com (2005-2015), que desde el año 2005 y por un periodo de 10 años, se encargó de difundir y promover los trabajos de muchos artistas de la escena a nivel nacional e internacional. Temas emblemáticos de esa época son: Pega (Arturo Pomar Jr.), Mi gran amor (Rapper School) que fue la primera canción de hip hop peruano que alcanzó el millón de visitas en el canal de videos Youtube, Huyan Fallan Vayan (Lyrical Fam), Malditos Vicios (Fortaleza), Basta de Violencia (Radikal People), Proletario (Pedro Mo), Perú Bravo (Fucking Clan), Pedro y los broches (NN).
Las temáticas centrales por ese entonces eran el estilo hardcore y la problemática social.

#### Segunda etapa (2006-2010)
A partir del 2006, surge la revolución del freestyle, donde varios raperos del momento se inscriben para «batallar» en la primera edición de la «Batalla de Gallos de Red Bull», resultando como ganador el MC Raper One del grupo Radikal People. Desde entonces la escena empezó a cambiar de rumbo, habiendo cultivado ya varios cientos de adeptos a la cultura, grupos como Teoremas, Conexiones Maestras, Fortaleza, La Raza y otros más empezaron a desaparecer de la escena dando paso al encumbriamiento de grupos como Rapper School, que ahora son unos de los grupos de hip hop más emblemáticos de Latinoamérica y de Clan Urbano, ganadores absolutos del III Edición de Festival Claro de la Música y teniendo algunos videos con alta rotación en la cadena MTV y VH1 por aquel entonces.
No se deja de lado las labores de grupos y solistas como Callao Cartel, Radikal People, Fucking Clan, Comité Pokofló, Django, El Paisa y Umano en Lima, de gran acogida nacional e internacional, y también a grupos de provincia como BTU en Huancayo, Mafia Rapera de Cerro de Pasco, Mafia Doble H, Sgrimas Verbales y Tremendo Latino en Trujillo, que aportaron a que el rap en Perú siga vigente con discografías y videoclips entre el 2006 y el 2012.
Las temáticas de todos esos grupos se basaban concretamente en la problemática social, desde lo que pasa en el barrio hasta el gobierno mismo y de por supuesto el amor al hip hop. Empieza a bajar considerablemente las producciones con estilo hardcore.

#### Actualidad (2011-presente)
Ya a partir del 2011, el freestyle acapara el público oyente en cualquier concierto o evento de hip hop, debido en parte a la campaña intensiva de Red Bull para promocionarlos como competencias de nivel internacional y también por el lenguaje morboso que encierran algunas rimas improvisadas, exponentes icónicos en el país por su desempeño alto o simplemente mediáticos por algún acontecimiento puntual son: Django, Warrior, 3 segundos, Gasper, Hammper, Mako, Carlitos,stick,lucho Huascar, Mordekai y Jota, este último, el de mejor desempeño a nivel internacional en este tipo de competencias, logrando los títulos de la Red Bull Nacional 2015 y 2016, y el subcampeonato en la Red Bull Internacional Lima 2016. Los nuevos exponentes de rap que se empezaron a posicionar en el mercado hip hop peruano en esta década son Gonzalo Genek, Las Damas, Django, La Prole, Daske Gaitán, Ator Untela y Tupac Amaru II. 
Las temáticas actuales siempre siguen siendo el conflicto social y político, a eso hay que incrementarle las varias temáticas de amor cuyo resultado actualmente logra ser escuchado por distintas esferas sociales del país. Así mismo, con el gran crecimiento de la escena de rap en Perú, han entrado al circuito distintos tipos de actores, como raperos que a la vez son youtubers, ese es el caso de HBD, el peruano creador de "Detodoy Rap", el canal sobre rap en español con más suscriptores de YouTube a nivel internacional en 2018.
Una mención especial[¿Por qué?] corresponde a Zona Infame dúo integrado por los batalladores KLIBRE y JOPS, entre sus temas más destacados figura «Tu traición» que entre videoclip y videolyrics supera los 7 millones de reproducciones, además de haber sonado en las radios locales que apuntan al segmento juvenil, todo esto les abrió las puertas para recorrer el Perú en calidad de artistas emergentes. Entre sus logros figura, ser 1 de los grupos invitados a Red Bull Batalla de los Gallos Internacional - 10 años realizado en la Costa Verde de San Miguel, en donde cantaron frente a 23 mil personas, también se han presentado en Jueves Urbano realizado en la reconocida Pontificia Universidad Católica del Perú  , Pura CAlle, Batalla de Maestros (Perú) e incluso en la reconocida Feria Gastronómica Internacional de Lima Mistura (2017). Cabe indicar que desde febrero de 2015 hasta enero de 2018 el Management de Zona Infame fue realizado por Rockea, quienes entre otras cosas ya eran organizadores de Lima Rockea.
En 2020 el portal Ojo Público incorporó la participación de tres artistas de rap para su disco Chiqapwan Takisunchis como parte de una campaña para combatir la desinformación.

##### Nuevas generaciones
A los nombres conocidos por la Batalla de los Gallos se suma Terco92, que se ha hecho un nombre dentro de los concursos de batallas escritas. Especialmente recordado es su enfrentamiento en 2015 con el mexicano Aczino, que está considerado uno de los mejores freestylers en español del mundo. Su pelea dialéctica con Aczino dio la vuelta al mundo y le permitió hacerse un hueco en la escena del rap.
A finales del 2015 se forma el primer grup de Trap Peruano llamado Inkas Mob formado principalmente por Ginola, Jhony Welker, Flavor Bma y Nero Lvigi
Otra banda que el 2019 llegó con su música a ganarse un lugar en el oyente latinoamericano es M2H, formada por jóvenes del barrio de Monterrico en Lima llegando a los 394 mil oyentes mensuales en Spotify y participando en conciertos junto a Rels B y próximamente junto a Paulo Londra.

##### Desde la periferia
El hip-hop sigue creciendo en otras partes de Perú. En Trujillo encontramos Estrato Social, mezcla entre rap, spoken word y jazz, y su original ‘Escritura Automática’. En Huancayo destaca Brothers Tendencia Urbana, que han hecho una gira nacional con su disco ‘Simples pero Complicados’. En Arequipa, Oscuro se ha labrado un espacio colaborando con raperos internacionales.

##### En femenino
El rap es un movimiento preeminentemente masculino, sin embargo, en Perú hay un puñado de mujeres que rapean de tú a tú con los mejores: Las Damas (Sky Sapiens y La Prinz), las Hermanas del Underground (Torita, Karolinativa, La Blue y SofGab), Janice, Mari Zi, además Zakia por el lado del freestyle hasta el momento.